# Distrito de Ankazoabo
Ankazoabo es un distrito de la región de Atsimo-Andrefana, en la isla de Madagascar, con una población estimada en julio de 2014 de 67 338 habitantes.
Se encuentra ubicado al suroeste de la isla, cerca de los parques nacionales Zombitse-Vohibasia, Tsimanampetsotsa y Kirindy Mitea.